# 和碩和恪公主
和碩和恪公主（わせきわかくこうしゅ、乾隆23年7月14日(1758年8月17日) - 乾隆45年11月19日(1780年12月14日)）は乾隆帝の第九皇女であり、生母は孝儀純皇后魏佳氏である。彼女は清朝において唯一、成人まで生きたにもかかわらず、また、生母が最終的に「皇后」の名を得たにもかかわらず、「固倫公主」（皇后の娘に与えられる称号）ではなく、「和碩公主」（妃嬪の娘に与えられる称号）しか得られなかった皇女である。

## 生涯
乾隆23年（1758年）7月14日、誕生。
乾隆29年（1764年）、兆恵（チョーホイ）が北京で死去。乾隆帝は彼の家を訪れて酒を供え、弔意を示した。同時に、和恪公主を兆恵の子・扎蘭泰（ザランタイ）に嫁がせることを決定した。
同年6月4日、慎嬪バイルガス氏が死去し、和恪公主は、永璜（乾隆帝の皇長子）の長男・綿徳らとともに喪服を着て哀悼した。
乾隆36年（1771年）12月、和碩和恪公主の称号を授かる。
乾隆37年（1772年）8月、正式に協弁大学士・一等武毅謀勇公「兆恵」の子・扎蘭泰（ウリャンカイ氏）に嫁ぐ。
和恪公主の「初定礼筵（婚約祝いの宴）」の際、乾隆帝と皇太后は熱河行宮に滞在していたため、本来保和殿で行われる予定だった宴席は取りやめとなり、代わりに慈寧宮で執り行われた。
内務府は、永寿宮に宴席16卓、羊10頭、酒10瓶を準備したが、乾隆帝と皇太后は熱河行宮にいたため、宴には出席しなかった。
和恪公主は京城に住むため、嫁入り道具の一部（帳房、牛車、駱駝、涼棚など）は支給されなかった。これは事実上、公主の待遇削減であり、従来の制度を崩すものだった。
乾隆期には京城に長く住む公主が増え、地方でのみ必要な嫁入り道具が不要になるケースが増加。そのため、妆奁（嫁入り道具）の規定は現実に即して変更されるようになった。
乾隆38年（1773年）10月、娘を出産。
乾隆39年（1774年）、慶貴妃陸氏が北小花園で死去。和恪公主と皇十五子・永琰（後の嘉慶帝）は喪服を着て哀悼した。
乾隆45年（1780年）11月19日、肺結核により死去（享年23）。
宮廷の御医たちが尽力したものの、治療の甲斐なく亡くなった。
葬儀の費用は計11,674両の銀を使用。
これは予算の11,478両を195両超過していたため、追加費用の支出は許可されず、元の予算内で工面するよう指示された。
乾隆46年（1781年）2月3日、乾隆帝は和恪公主の娘を宮中に迎え、翊坤宮に住まわせた（本来は端則門に住むのが規定だった）。
和恪公主の遺産は乾隆帝によって封印され、娘の嫁入り道具として保管された。
乾隆47年（1782年）7月、乾隆帝は孫娘（和恪公主の娘）の婚姻相手を科尔沁（ホルチン）部の卓哩克図親王「恭格喇布坦」の子・一等台吉「琳沁多尔济（リンジドルジ）」と決定した。